# (12509) Pathak
(12509) Pathak (1998 FY117) – planetoida z pasa głównego asteroid okrążająca Słońce w ciągu 3,51 lat w średniej odległości 2,31 j.a. Odkryta 31 marca 1998 roku.